# Eguileta
Eguileta (en euskera y oficialmente Egileta) es un concejo de Alegría de Álava, en la provincia de Álava, España. Tiene la iglesia católica de San Román, comúnmente utilizada para bautizos, un parque infantil, una plazoleta y hasta un bar-restaurante. A finales de agosto, se suelen organizar las fiestas del pueblo, verbenas, pasacalles y hasta una carrera que se lleva años haciendo.

## Toponimia
El nombre del lugar puede encontrarse referido con las grafías Eguileta y Egileta.

## Geografía
El concejo es en sí mismo un enclave situado al suroeste del municipio. Es montañoso por el sur y llano por el norte. El pueblo es atravesado por la ruta de gran recorrido de la Llanada Alavesa. Al norte pasaba una antigua vía ferroviaria perteneciente a FEVE, hoy desmantelada, y convertida en vía verde.
La balsa de Egileta es una laguna artificial ubicado al sureste del pueblo usado como regadío. Construida por el hombre, la laguna es un pequeño hábitat para pequeños animales como sapos y pequeñas serpientes. Entre la flora, hay plantas acuáticas, y está rodeado de sauces y pinos. En verano, esta casi siempre seco.
Eguileta es un pueblo rural y tranquilo, que se alterna con casas de piedras y chalets modernos. El pueblo está bien comunicado por carreteras desde la A-132. 

## Historia
Hacia mediados del siglo XIX, el lugar tenía contabilizada una población de 90 habitantes. Aparece descrito en el séptimo volumen del Diccionario geográfico-estadístico-histórico de España y sus posesiones de Ultramar de Pascual Madoz de la siguiente manera:

EGUILETA: l. del ayunt. de Alegria en la prov. de Álava, part. jud. de Salvatierra (2 leg.), aud. terr. de Burgos, c. g. de Provincias Vascongadas (Vitoria 2): sit. entre montañas, su clima frio y le combate el viento SO.: tiene 22 casas, una igl. parr. (San Roman), servida por un beneficiado. Confina por N. con Añua; E. Hezeuchon; S. Berroci y la cordillera de montes intermedia entre esta prov. y el condado de Treviño de la de Burgos, y por O. con Hijona. El terreno es regular, y en su parte meridional, se halla bastante poblado de matorrales. Le cruza el camino de herradura que conduce á Navarra y Rioja. prod.: trigo, maiz y otros frutos, cria de ganado vacuno. pobl.: 22 vec., 90 alm. contr.: con su ayunt. (V.).
(Madoz, 1847, p. 448)

## Demografía
En 2022, tenía empadronados 118 habitantes.
| Gráfica de evolución demográfica de Eguileta entre 2000 y 2017 |
|                                                                |
| Población de derecho según los censos de población del INE.    |

## Cultura

### Patrimonio material
En la localidad hay una iglesia bajo la advocación de San Román. Es el único monumento de interés del pueblo. Fue construida hacia el siglo XIII y posteriormente restaurada en el XVIII. El retablo mayor, que representa a San Román, fue construido desde un principio para otro edificio religioso cercano a Egileta aunque, finalmente, terminó en esta iglesia.

### Patrimonio inmaterial
En junio, romería a la ermita de Santa Lucía y San Adrián junto con la vecindad de Hijona, Trokoniz y Añua (comunidad de La Lauria).

## Transporte
Tienes varias paradas de autobús, a las que enlaza con Calahorra, Vitoria, Estella, Lizarra y el valle de Arán.